# Ohrmuskulatur

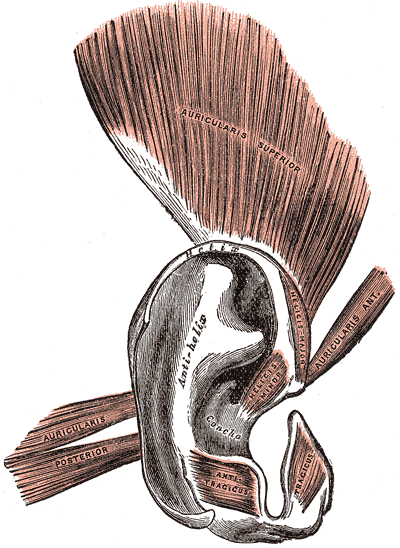
Ohrmuskeln beim Menschen

Als Ohrmuskulatur (Musculi auriculares) bezeichnet man quergestreifte Muskulatur, die Bewegungen der Ohrmuschel („Ohrspiel“) ermöglicht. Sie gehört zu den Hautmuskeln und wird vom Nervus facialis (Hirnnerv VII) innerviert.
Vergleichend-anatomisch lassen sich bei Säugetieren vier Muskelgruppen unterscheiden:
- vordere Ohrmuskeln (Musculi auriculares rostrales)
- obere Ohrmuskeln (Musculi auriculares dorsales)
- hintere Ohrmuskeln (Musculi auriculares caudales) und
- untere Ohrmuskeln (Musculi auriculares ventrales)
  - Musculus styloauricularis
  - Musculus parotidoauricularis.

Im weiteren Sinne können auch die beiden im Mittelohr gelegenen Skelettmuskeln – Musculus tensor tympani und Musculus stapedius – zur Ohrmuskulatur gerechnet werden. Ersterer wird jedoch nicht vom Nervus facialis, sondern von einem Ast des Nervus mandibularis (Nervus tensoris tympani) innerviert.